# Tordai csata
A tordai csata 1944. szeptember 15. és október 7. között tartott. A csatában a magyar–német egységek három héten át feltartóztatták a támadásban lévő román és szovjet haderőt, megakadályozva azok betörését a Magyar Királysághoz a második bécsi döntés alapján visszacsatolt Észak-Erdélybe.

## Előzmények
1944. augusztus 23-án Románia átállt a tengelyhatalmak oldaláról a szövetségesek oldalára. Emiatt Magyarország határai még nagyobb veszélybe kerültek, hiszen a szovjet Vörös Hadsereg néhány nappal később felvonult a Székelyföld moldvai oldalán. A magyar kormány már a román átállást követő napokban teljes határ zárat rendelt el a magyar-román határon. Apróbb atrocitások ellenére a románok kezdetben nem terveztek támadást, hiszen arra számítottak, hogy a magyar vezetőség követi Románia példáját és átáll a másik oldalra.
A magyar kormány élén ekkoriban Lakatos Géza miniszterelnök állt, akinek célkitűzése volt Magyarországot a szövetségesek oldalára átvezetni. Ekkor azonban még nem látta elérkezettnek az időt, így megbízta Vörös János vezérkari főnököt egy Románia elleni hadművelet kidolgozásával, valamint segítséget kért a német szárazföldi erők vezérkari főnökétől, Heinz Guderiantól, aki meg is ígérte a segítséget. Mind a magyar, mind a német hadvezetés számára stratégiailag fontos volt a dél-erdélyi szorosok birtokbavétele, amely megakadályozhatta volna a szovjet csapatok Erdélybe történő benyomulását.

## A dél-erdélyi hadjárat
A Románia elleni támadásnak Torda - Marosludas és Arad irányába kellett megvalósulnia. A német hadsereg időközben a Bánságból kiindulva el kellett volna foglalja Temesvárt, majd le kellett volna zárnia a Lugos környéki szorosokat.
A Torda irányába felvonuló haderő parancsnokának dálnoki Veress Lajos vezérezredest, a vezérkar főnöki teendőkkel pedig Kozár Elemér vezérkari ezredest bízták meg. Német részről a 6. német hadsereg vett részt a harcokban Maximilian Fretter-Pico tüzérségi tábornok vezetésével.
A támadás szeptember 5-én indult, a magyar hadsereg sikeresen megfutamította a román csapatokat, valamint elfoglalta Marosludast és környékét, ekkor azonban arra a hírre, hogy a szovjetek Erdélybe érkeztek, a magyar hadvezetés visszavonta a csapatokat a Kis-Küküllő vonalára. Románia a támadásra válaszként szeptember 7-én hadat üzent Magyarországnak.
Az újabb támadás szeptember 12-én indult. A magyar egységek ekkor elfoglalták Tordát és Aranyosgyérest, majd Marosújvárt és végül előrenyomultak egészen Miriszlóig. A szovjetek azonban időközben arra kényszerítették a magyar haderőt, hogy Tordán és környékén védekező állást alakítsanak ki.

## A csata első szakasza
A 25. gyalog- és a 2. páncéloshadosztály parancsnoka, Hollósy-Kuthy László vezérőrnagy és Zsedényi Zoltán vezérőrnagy, illetve vezérkari főnöke, Adonyi-Naredy Ferenc vezérkari őrnagy és Rugonyi György vezérkari alezredes két védőkörletet alakított ki, a tordait és az aranyosegerbegyit. Az előbbi vezetését a 25. gyalogezred parancsnokára, Böszörményi Géza ezredesre bízták, az utóbbiét a 26. gyalogezredére, Bartosiewicz László ezredesre. A tartalékot és a tüzérséget az Aranyostól északra lévő hegyekben csoportosították.
Szeptember 13-án a szovjet 6. gárda-harckocsihadsereg egyik alegysége T-34-es harckocsikkal tűz alá vette a 25. gyalogezred védőkörletét. Délben Bágyon felől 12 harckocsi tört be a tordai hídfőbe. A Szentágotai Károly főhadnagy vezette 25. páncélvadászszázad megállította a szovjet éket. Délutánra a tordai hídfő teljesen tűz alatt állt. 14-én a megmaradt 9 harckocsi, román gyalogsággal, átkelt az Aranyoson és behatolt a Torda délkeleti szélére vezető Hosszú-völgybe.
Az aranyosegerbegyi hídfőt 14-én érte először támadás. A román 7. gyaloghadosztály, szovjet harckocsik segítségével, hátravetette a 26/III. zászlóaljat, ám a főellenállási vonalat az Aranyos mentén tudta áttörni. A román 18. gyaloghadosztály, ugyancsak szovjet harckocsi támogatással, átkelt az Aranyoson, birtokba vette a folyó menti dombvállat (ridót), és Tordától keletre 3 km-re a Szent János patak völgyében már a magyar sereg fő ellenállási vonalát támadta. A marosludasi átkelőt a 3/5. gépkocsizó lövészzászlóalj feladta, miután a szovjet gyalogság a hátába került.
Szeptember 15-ére virradóra Keresztesnél a szovjetek hadihidat vertek, amelyen újabb egységeik keltek át. A szovjet-román Mihajlov-csoport 25 harckocsival délre elfoglalta Torda-Sósfürdőt, és a Szalonnás-hegyet elérve, már északabbra járt, mint Torda legészakibb pontja. A román 7. hadosztály bevette az aranyosegerbegyi hídfőt, a magyar 26. gyalogezred kénytelen volt visszavonulni a Péterlaka-völgyet keletről határoló hegyekre. A 2. páncéloshadosztály 3. gépkocsizó lövészezrede két irányban, a Szent János- és a Péterlaka-völgyben indított ellentámadása nem jutott ki az eredeti vonalig. A két szovjet hídfőt estig sikerült egyesíteni.
16-án a 25. gyalogezred és a 6. gépkocsizó lövészzászlóalj a Szent János- és a Péterlaka-völgy megtisztítására nagy arányú támadást indított, de ez sikertelen maradt. Másnap a 4. és 6. gépkocsizó lövészzászlóalj felújította a támadást, de az igen erős tüzérségi tűzben ismét elakadt.
17-én a Gyalui-havasok hegyei között a szovjet 35. gárda-, Tordánál a 104. lövészhadtest bekapcsolódott a támadásba. A hegyek között, a Jára-patak völgyében, a szovjet ékek elérték Magyarpeterdet a Tordai-hasadék északi kijáratánál.
Szeptember 19-étől, függetlenül a csapatrészek hovatartozásától, a védelem irányítását a 25. gyaloghadosztály, az ellentámadásokét a 2. páncéloshadosztály parancsnoka vette át. A II. hadtest nagy erejű ellentámadást indított. A tartalék 25/I. gyalogzászlóalj, 25. páncélos-felderítőosztály, 5. gépkocsizó lövészzászlóalj, 2/1. páncélos-utászszázad és a 3. harckocsiezred egy szakasza Torda-Sósfürdőn, illetve Mezőörkén helyezkedett el, Vaska István ezredes vezetése alatt. Torda védelmét az 1. gyalogezred parancsnoka, Kelety Lipót ezredes vette át. A támogató tüzércsoportot a 2. páncéloshadosztály tüzérparancsnoka, Merényi Károly ezredes irányította.
A nyugati csoport a Sósfürdő és a Szent János-patak között elérte az Aranyostól 1 km-re északra húzódó ridót, ám a tordai születésű Böszörményi Géza ezredes a Sósfürdő területén hősi halált halt. A keleti csoport kezdetben szintén teret nyert, de a Péterlaka-völgyet nyugatról lezáró dombvonulat előtt elakadt. A következő két nap viszonylag csendesen telt, a két fél ki volt merülve.

## A csata második szakasza
Szeptember 22-én a harc felélénkült, megkezdődött a tordai csata II. szakasza. Tordától nyugatra a Jára és a Hasadát völgyébe 1 szovjet és 2 román hadosztály tört be. A Tordai-hasadék végleg elveszett. A 4. gépkocsizózászlóalj megkísérelte a Sós völgyet lezárni. Ez lehetőséget adott a támadóknak a teljes védelmi rendszer bekerítésére. Délre elvágták egymástól a tordai és az aranyosegerbegyi védőkörletet. A Sós-völgybe betörő szovjet harckocsik 4 km-re voltak a Tordától északnyugatra, Szindnél álló román 18. gyaloghadosztálytól. A keleti támadó csoport elérte a Vaskapu-hegyet.
Az 1/I. gyalogzászlóalj a 10/2. rohamtüzérüteggel ellentámadást indított a Sós-völgy lezárására. A szovjet 46. gárda-harckocsidandárt meglepte a hátbatámadás. Bozsoki János zászlós 6 db Zrínyi-II rohamtarackja 18 db T-34-est tett harcképtelenné a sósfürdői völgyben, majd szétszórta a 25. felderítőosztályt bekerítő gyalogságot. Bozsoki a parancsnoki kocsival harcolva visszatért, a sebesülteket a 2 mozgásképes rohamlövegre tette, s azokat kihúzta, majd 4 Zrínyivel kiverte az oroszokat a Sósfürdő területéről és visszavontatta a 3 üzemképtelen harcjárművet is. Tettével, amelyért később megkapta a Magyar Tiszti Arany Vitézségi Érmet, megakadályozta Torda bekerítését.
A válságos helyzetben, 23-án reggel megindult a német 23. páncéloshadosztály ellentámadása. A keleti csoport Aranyosegerbegynél kijutott az Aranyosig, három szovjet hadosztályt visszavetve a folyón túlra, majd nyugatnak fordult, az elakadt nyugati csoport felé. Délre Torda és Aranyosegerbegy között teljes szélességben kijutottak a ridóra, ahol Josef von Radowitz vezérőrnagy, hadosztályparancsnok leállította a támadást, mivel kitette volna harcjárműveit a szovjet tüzérség közvetlen tüzének.
Szeptember 24-én egy szovjet lövész- és két román gyaloghadosztály egy-egy gépesített dandárral, a Gyalui-havasok előhegyei között, Szelicsén át a vízválasztó északi oldalára került, s lefelé már csak 10 km választotta el Kolozsvártól. 25-én további teret nyertek a hegyekben, ahonnan megkezdődött több német csoport kivonása a szászrégeni arcvonal megerősítésére. Helyüket a 7. tábori póthadosztály vette át. Ezen a napon kiadott szovjet parancs a Délkelet-Alföldre vonuló sereghez osztotta be a 6. gárda-harckocsihadsereget. Helyét Tordánál a 2. lovas-gépesített csoport 5. gárda-lovashadteste vette át.
Szeptember 26-án csak az elért területek megtartásáért harcoltak, másnap azonban a román 7. hadosztály egy százada, megmászva a meredek dombvállat, Mezőörkétől 2 km-re nyugatra, betört a magyar-német védelembe. 28-án és 29-én újabb erőket csoportosítottak az Aranyos menti dombvállra. A 4. gépkocsizó lövészzászlóalj 29-én indított ellentámadása 30-ára állította helyre az eredeti főellenállási vonalat.

## A csata harmadik szakasza
A tordai csata harmadik szakaszára a hadműveletek súlya a hegyek közé tevődött át. Szeptember 30-án a román 18. hadosztály Tordatúrnál elvágta a Torda-Kolozsvár főutat. Tordától keletre az oroszok 20-30 harckocsival ismét birtokba vették a Sósfürdő-Szent János-patak közötti síkot. Torda védelmét a 2. páncéloshadosztály vette át, feladva a Tordától délre tartott hídfőt. Másnap a harcok a Szent János-patak-Péterlaka-völgy és Torda-Sósfürdő térségében folytatódtak. Október 2-án a szovjet-román csapatok 4 hadosztállyal több ponton áttörték a védelmet. 3-án a Fenes-patak völgyén át elérték a Hideg-Szamost, s Aranyosegerbegytől északnyugatra szintén teret nyertek. 4-én elesett Tordaszentlászló, az arcvonal 2–5 km-re húzódott a Kis-Szamos menti Kolozsvár - Nagyvárad főúttól.
Október 4-én a románok Tordától keletre mélyen benyomultak a magyar vonalba. Mivel a várostól északnyugatra Tordatúr már 5 napja az ellenség kezén volt, az összeköttetést Tordával csak északról, a Karácsony-völgyön át tudta a magyar parancsnokság fenntartani. Veress vezérezredes elrendelte a város feladását. Siprák László őrnagy, a 25/I. gyalogzászlóalj parancsnoka - saját elhatározásból - a parancsot csak akkor hajtotta végre, amikor a többi csapatrész már kivonult a városból. Zászlóalját Tordától északkeletre bekerítették és a kitörés közben 70%-os veszteséget szenvedett.
Október 5-én a szovjet-román csapatok 5–7 km-re közelítették meg Kolozsvárt, de 6-án az Erdőfeleknél indított ellenlökés az erdőkbe vetette vissza őket. 7-én több ponton áttörték a Kis-Szamos menti védelmet, amelyek elreteszelését a hadseregcsoport nem látta lehetségesnek. 8-án Veress vezérezredes elrendelte a visszavonulást, mivel a két nappal korábban az Alföldön megindult szovjet 46. sereg már Debrecent közelítette és bekerítéssel fenyegette a még Erdélyben lévő magyar és német csapatokat. A tordai csata befejeződött. Kolozsvárt a magyar csapatok október 10-én hagyták el.

## Következmények
A 2. magyar hadsereg helytállásának köszönhetően a szovjet–román csapatok három héten át nem tudtak betörni az Erdélyi-medence északi részébe, pedig ha ez sikerült volna, akkor a szovjetek be tudták volna keríteni a Kárpátalja térségében harcoló 1. magyar hadsereget és a német egységeket, amelyek egy része még Moldvában biztosított egy stratégiai fontosságú bányát. A kitartó védekezéssel sikerült ezt megakadályozni és időt biztosítani a hadvezetésnek a fenyegetett egységek hátravonására. A magyar csapatok visszavonulása után a szovjetek harc nélkül elfoglalták Marosvásárhelyt, Kolozsvárt, majd egész Észak-Erdélyt, innen továbbnyomulva pedig folytatták hadműveleteiket a Tiszántúl és Budapest felé.